# Asa Germann
Asa August Germann, född 27 december 1997 i Los Angeles i Kalifornien, är en amerikansk skådespelare. Han medverkar bland annat i rollen som Sam Riordan i Amazon Prime Video-serien Gen V.

## Biografi
Asa Germann är son till de bägge skådespelarna Christine Mourad och Greg Germann. Fadern Greg har bland annat spelat huvudrollen i TV-serier som Ally McBeal och Grey's Anatomy.

## Karriär
Asa Germann medverkade bland annat 2022 i Netflixserien Dahmer – Monster: The Jeffrey Dahmer Story, som handlar om seriemördaren Jeffrey Dahmer. I maj samma år fick han rollen som Sam Riordan i superhjälteserien Gen V, där han bland annat skulle spela mot Jaz Sinclair och London Thor. Han fick för denna roll genomgå stuntutövningar. Han repriserar denna roll i den fjärde och näst sista säsongen av The Boys.
I december 2024 stod det klart att Asa Germann skulle medverka i den kommande skräckfilmen Scream 7.

## Filmografi (i urval)
- 2022 – Dahmer – Monster: The Jeffrey Dahmer Story (TV-serie)
- 2023 – Gen V (TV-serie)
- 2024 – The Boys (TV-serie)
- 2026 – Scream 7